# Frančišek Ambrož
Frančišek Ambrož, slovenski rimokatoliški duhovnik, * 2. december 1874, Stražišče pri Kranju, † 13. april 1916, Gorica.
V frančiškanski red je vstopil avgusta 1894. Sveto mašniško posvečenje je prejel 30. oktobra 1898. Pred 1. svetovno vojno je služboval v Frančiškanskem samostanu Sveta Gora nad Solkanom. Pred uničenjem je rešil sliko Marijine podobe imenovano Svetogorska Kraljica in jo dal prepeljati v Ljubljano. Ko je bila Sveta Gora zaradi bombardiranja tako porušena, da ni mogel več opravljati božje službe, se je preselil v Frančiškanski samostan Kostanjevica pri Novi Gorici ter od tam hodil na Sveto Goro popravljati, kar je sovražnik porušil. Bil pa je tudi zgled neustrašnega junaka, ki se je s požrtvovalnim delom razdal ranjencem v goriški bolnišnici usmiljenih bratov. Tu ga je 13. aprila 1916 raztrgala italijanska granata. Njegovo junaštvo je vzbudilo občudovanje tudi pri vojakih in poveljnikih. Za svoje junaštvo je bil odlikovan z viteškim križcem Franc Jožefovega reda. Pokopan je na Sveti Gori.